# Venonia milla
Venonia milla là một loài nhện trong họ Lycosidae.
Loài này thuộc chi Venonia. Venonia milla được Pekka T. Lehtinen & Heikki Hippa miêu tả năm 1979.